# Hygrochroa velutina
Hygrochroa velutina är en fjärilsart som beskrevs av William Schaus 1895. Hygrochroa velutina ingår i släktet Hygrochroa och familjen silkesspinnare. Inga underarter finns listade i Catalogue of Life.